# Кейп-Джирардо (Міссурі)
Кейп-Джирардо (англ. Cape Girardeau) — місто (англ. city) в США, в округах Кейп-Джірардо і Скотт штату Міссурі. Населення — 39 540 осіб (2020).

## Географія
Кейп-Джирардо розташований за координатами 37°18′31″ пн. ш. 89°33′33″ зх. д. / 37.30861° пн. ш. 89.55917° зх. д. (37.308664, -89.559239).  За даними Бюро перепису населення США в 2010 році місто мало площу 73,78 км², з яких 73,63 км² — суходіл та 0,15 км² — водойми.

### Клімат
| Клімат : Кейп-Джирардо  | Клімат : Кейп-Джирардо | Клімат : Кейп-Джирардо | Клімат : Кейп-Джирардо | Клімат : Кейп-Джирардо | Клімат : Кейп-Джирардо | Клімат : Кейп-Джирардо | Клімат : Кейп-Джирардо | Клімат : Кейп-Джирардо | Клімат : Кейп-Джирардо | Клімат : Кейп-Джирардо | Клімат : Кейп-Джирардо | Клімат : Кейп-Джирардо | Клімат : Кейп-Джирардо |
| Показник                | Січ.                   | Лют.                   | Бер.                   | Квіт.                  | Трав.                  | Черв.                  | Лип.                   | Серп.                  | Вер.                   | Жовт.                  | Лист.                  | Груд.                  | Рік                    |
| Абсолютний максимум, °C | 22,8                   | 26,1                   | 34,4                   | 32,8                   | 36,1                   | 41,7                   | 41,1                   | 40,6                   | 37,8                   | 33,9                   | 27,8                   | 24,4                   | 41,7                   |
| Середній максимум, °C   | 5,8                    | 8,8                    | 14,6                   | 20,4                   | 25,4                   | 30,2                   | 31,9                   | 31,5                   | 27,4                   | 21,3                   | 14,1                   | 7,2                    | 19,9                   |
| Середній мінімум, °C    | −4,5                   | −2,2                   | 2,2                    | 7,5                    | 13,1                   | 17,9                   | 19,9                   | 18,6                   | 13,5                   | 7,3                    | 2,3                    | −2,8                   | 7,7                    |
| Абсолютний мінімум, °C  | −27,8                  | −25,6                  | −15,6                  | −7,8                   | −1,1                   | 6,1                    | 9,4                    | 7,2                    | 0,6                    | −5                     | −13,3                  | −23,9                  | −27,8                  |
| Норма опадів, мм        | 88                     | 87                     | 112                    | 111                    | 139                    | 91                     | 85                     | 77                     | 83                     | 96                     | 113                    | 108                    | 1190                   |
| Днів з опадами          | 8,6                    | 8,7                    | 11,0                   | 10,6                   | 12,3                   | 9,8                    | 8,9                    | 7,6                    | 7,7                    | 8,5                    | 10,0                   | 9,8                    | 113,5                  |
| Днів зі снігом          | 2,5                    | 2,4                    | 1,2                    | 0                      | 0                      | 0                      | 0                      | 0                      | 0                      | 0,1                    | 0,3                    | 1,4                    | 7,9                    |
| ----------------------- | ---------------------- | ---------------------- | ---------------------- | ---------------------- | ---------------------- | ---------------------- | ---------------------- | ---------------------- | ---------------------- | ---------------------- | ---------------------- | ---------------------- | ---------------------- |
| Джерело: NOAA           |                        |                        |                        |                        |                        |                        |                        |                        |                        |                        |                        |                        |                        |

## Демографія
Згідно з переписом 2010 року, у місті мешкала 37 941 особа в 15 205 домогосподарствах у складі 8466 родин. Густота населення становила 514 особи/км².  Було 16760 помешкань (227/км²).
Расовий склад населення:
| - 81,1 % — білих - 12,8 % — чорних або афроамериканців - 1,9 % — азіатів - 0,2 % — корінних американців - 1,5 % — осіб інших рас |

До двох чи більше рас належало 2,4 %. Частка іспаномовних становила 2,8 % від усіх жителів.
За віковим діапазоном населення розподілялося таким чином: 19,3 % — особи молодші 18 років, 66,0 % — особи у віці 18—64 років, 14,7 % — особи у віці 65 років та старші. Медіана віку мешканця становила 32,1 року. На 100 осіб жіночої статі у місті припадало 90,1 чоловіків;  на 100 жінок у віці від 18 років та старших — 88,1 чоловіків також старших 18 років.
Середній дохід на одне домашнє господарство  становив 56 395 доларів США (медіана — 40 107), а середній дохід на одну сім'ю — 71 624 долари (медіана — 56 667). Медіана доходів становила 42 366 доларів для чоловіків та 31 708 доларів для жінок. За межею бідності перебувало 25,9 % осіб, у тому числі 32,8 % дітей у віці до 18 років та 9,0 % осіб у віці 65 років та старших.
Цивільне працевлаштоване населення становило 18 674 особи. Основні галузі зайнятості: освіта, охорона здоров'я та соціальна допомога — 32,7 %, мистецтво, розваги та відпочинок — 13,4 %, роздрібна торгівля — 13,3 %.